# Limbi mordvine
Limbile mordvine reprezintă un grup de limbi din familia limbilor uralice, ramura limbilor fino-ugrice.
Cele mai importante limbi mordvine sunt limba mokșană și limba erziană, fiind limbi oficiale (împreună cu limba rusă) în Republica Mordovia din Rusia.